# رتهن (لاینه)
رتهن (به آلمانی: Rethen) یک منطقهٔ مسکونی در آلمان است که در لاتسن واقع شده‌است. رتهن ۸٬۷۴۵ نفر جمعیت دارد.